# Брес (Тренто)
Брес (итал. Brez) је насеље у Италији у округу Тренто, региону Трентино-Јужни Тирол.
Према процени из 2011. у насељу је живело 473 становника. Насеље се налази на надморској висини од 805 м.

## Становништво
| 1931. | 1936. | 1951. | 1961. | 1971. | 1981. | 1991. | 2001. | 2011. |
| ----- | ----- | ----- | ----- | ----- | ----- | ----- | ----- | ----- |
| 1.117 | 1.100 | 1.157 | 1.100 | 911   | 800   | 747   | 739   | 706   |